# Oud-Alblas
Oud-Alblas est un village néerlandais de la commune de Molenlanden, en Hollande-Méridionale. Oud-Alblas se trouve dans l'Alblasserwaard, à l'est d'Alblasserdam, sur l'Alblas. Le 1er janvier 2005, Oud-Alblas comptait 2 244 habitants et 757 logements, pour une superficie de 1 314 hectares. Oud-Alblas est située dans l'ouest de la commune de Graafstroom.

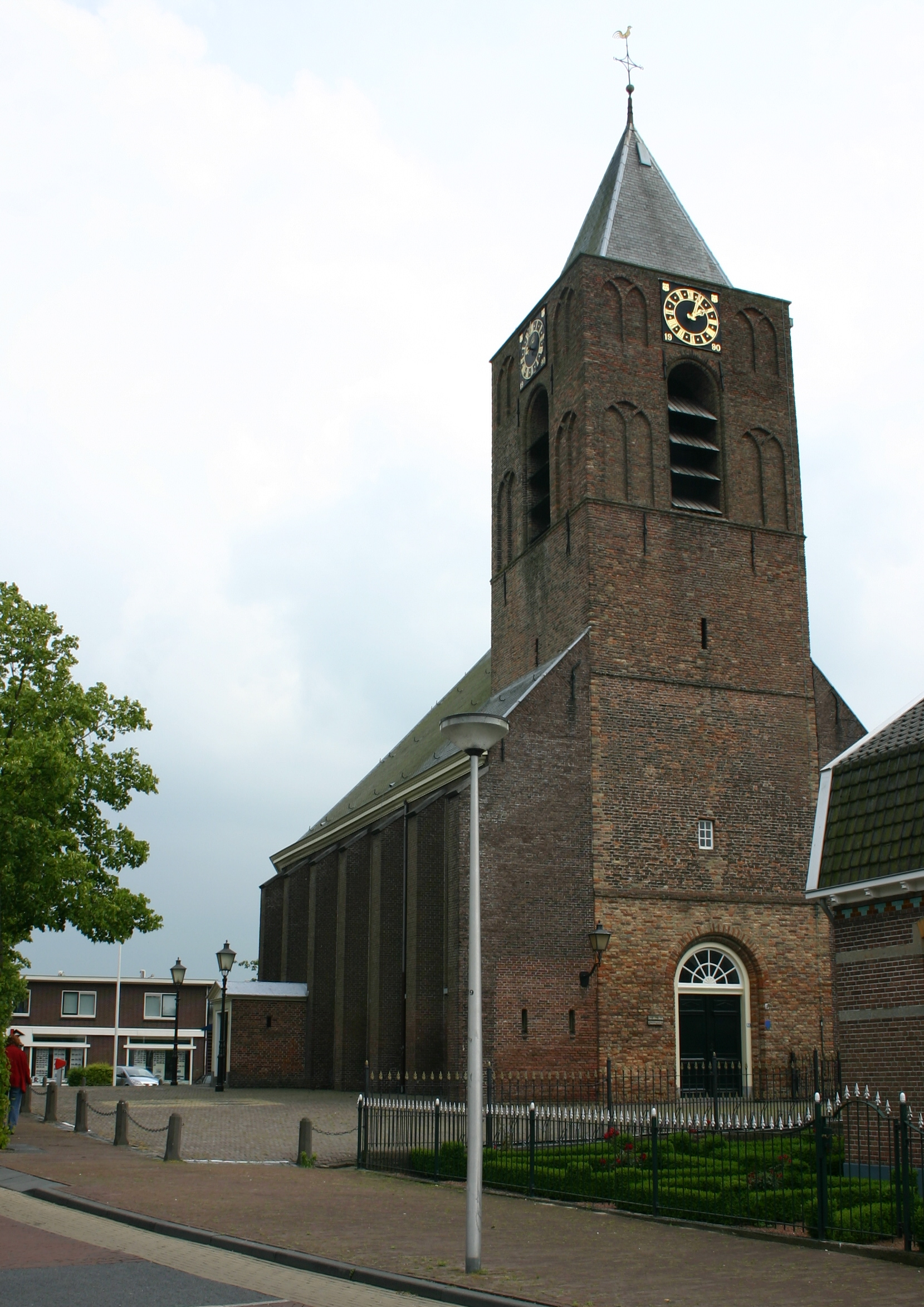
Église
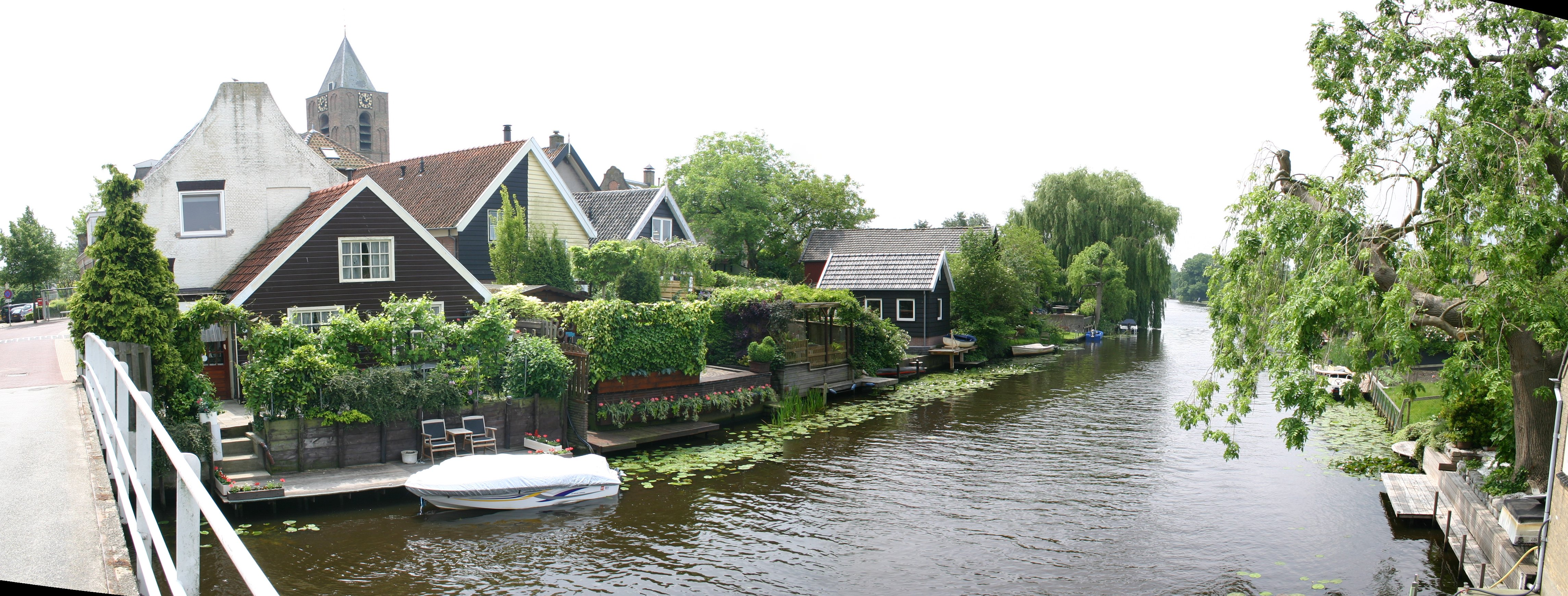
L'Alblas dans Oud-Alblas
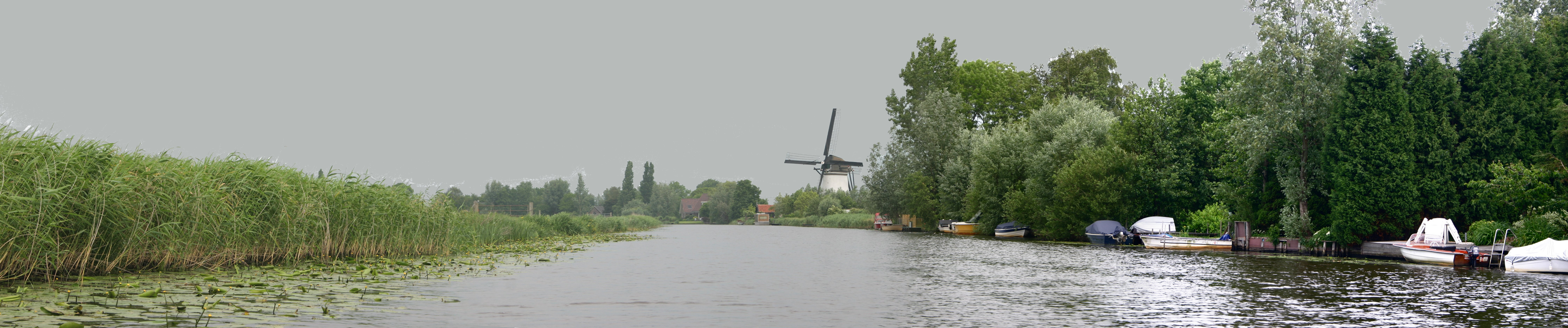
Un des moulins d'Oud-Alblas

## Histoire
Oud-Alblas est l'un des plus anciens villages de l'Alblasserwaard. À l'origine, la ville d'Alblasserdam fut un hameau dépendant d'Oud-Alblas.
Oud-Alblas était une commune indépendante jusqu'en 1986. Au 1er janvier de cette année, la commune a fusionné avec les communes de Bleskensgraaf en Hofwegen, Brandwijk, Molenaarsgraaf, Ottoland et Wijngaarden, pour former la nouvelle commune de Graafstroom, d'après le nom du cours supérieur de la rivière d'Alblas.

## Monuments
Le village compte trois moulins à vent, dont le moulin à blé L'Espérance (De Hoop) qui date de 1843. L'église réformée date du XIXe siècle ; elle a été construite contre le clocher en brique beaucoup plus ancien, qui date de 1400.

## Source
- (nl) Cet article est partiellement ou en totalité issu de l’article de Wikipédia en néerlandais intitulé « Oud-Alblas » (voir la liste des auteurs).